# Luftfahrzeugregister
Das Luftfahrzeugregister ist ein behördliches Verzeichnis aller zivilen Luftfahrzeuge eines Staates. Durch den Eintrag eines Luftfahrzeuges in das nationale Luftfahrzeugregister wird es unter der Staatszugehörigkeit des Eintragungsstaates geführt und muss Staatszugehörigkeits- und Luftfahrzeugkennzeichen tragen. 

## Regulativ
Die 190 Mitgliedsstaaten der ICAO haben sich im Teil 1 / Kapitel III des Abkommens über die internationale Zivilluftfahrt (Chicagoer Abkommen, ICAO-Abkommen) verpflichtet, Aufzeichnungen über deren Zivilluftfahrzeuge zu führen.
Luftfahrzeuge unterfallen der Verwaltungshoheit desjenigen Staates, in welchem sie eingetragen sind (Art. 17); an ihnen müssen das jeweilige Staats- und Eintragungszeichen angebracht sein (Art. 20). (Doppel-)Eintragungen in mehreren Staaten gleichzeitig sind nicht zulässig, es kann jedoch die Eintragung von einem Staat auf einen anderen übertragen werden (Art. 18). Die Detailregelungen sind jedem Mitgliedsstaat im Rahmen seiner souveränen Gesetzgebung freigestellt (Art. 19), üblicherweise beinhaltet das Luftfahrzeugregister jedoch zumindest Informationen zum Staatszugehörigkeitszeichen, Eintragungszeichen, Flugzeughersteller, Flugzeugtyp, Seriennummer, Höchstabfluggewicht und Luftfahrzeughalter. Jeder Vertragsstaat verpflichtet sich, Informationen aus dem Luftfahrzeugregister der ICAO und jedem anderen Vertragsstaat zur Verfügung zu stellen (Art. 21).

### Deutschland
In Deutschland basiert die Führung des Registers auf der Luftverkehrs-Zulassungs-Ordnung (LuftVZO); es wird durch das Luftfahrt-Bundesamt (LBA) verwaltet.  Hier wird es als Luftfahrzeugrolle bezeichnet.

### Österreich
Die gesetzliche Grundlage des Luftfahrzeugregisters in Österreich findet man in § 16 LFG (Luftfahrtgesetz). Darin enthalten ist  auch eine Verordnungsermächtigung des Bundesministers für Verkehr, Innovation und Technologie (BMVIT) zur Regelung der näheren Bestimmungen. Diese sind daher im II. Teil der ZLLV-2005 (Zivilluftfahrzeug- und Luftfahrtgerät-Verordnung 2005) implementiert. Die Führung des Luftfahrzeugregisters wurde der Austro Control als beliehenes Unternehmen übertragen. Die Einsichtnahme steht gemäß Luftfahrtgesetz jedermann frei.